# ومژا
ومژا (به لاتین: Łomża) یک شهر در لهستان است که در استان پودلاسکی واقع شده‌است.

## خصوصیات
ومژا ۳۲٫۶۷ کیلومترمربع مساحت و ۶۰٬۱۹۷ نفر جمعیت دارد و ۹۵ متر بالاتر از سطح دریا واقع شده‌است.

## خواهرخوانده
شهرهای موسکتین، آیووا و تالین خواهرخوانده‌های ومژا هستند.

## نگارخانه

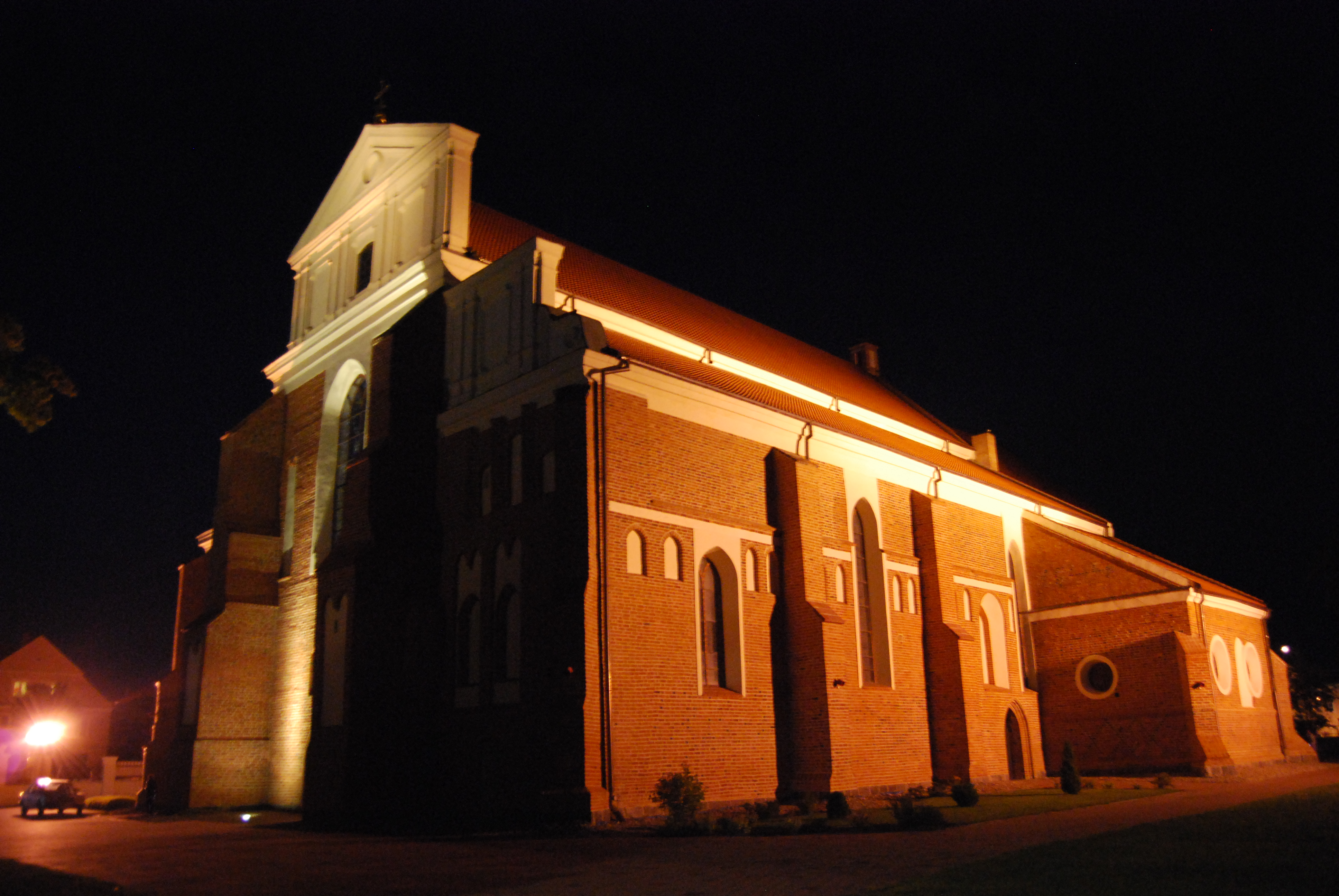
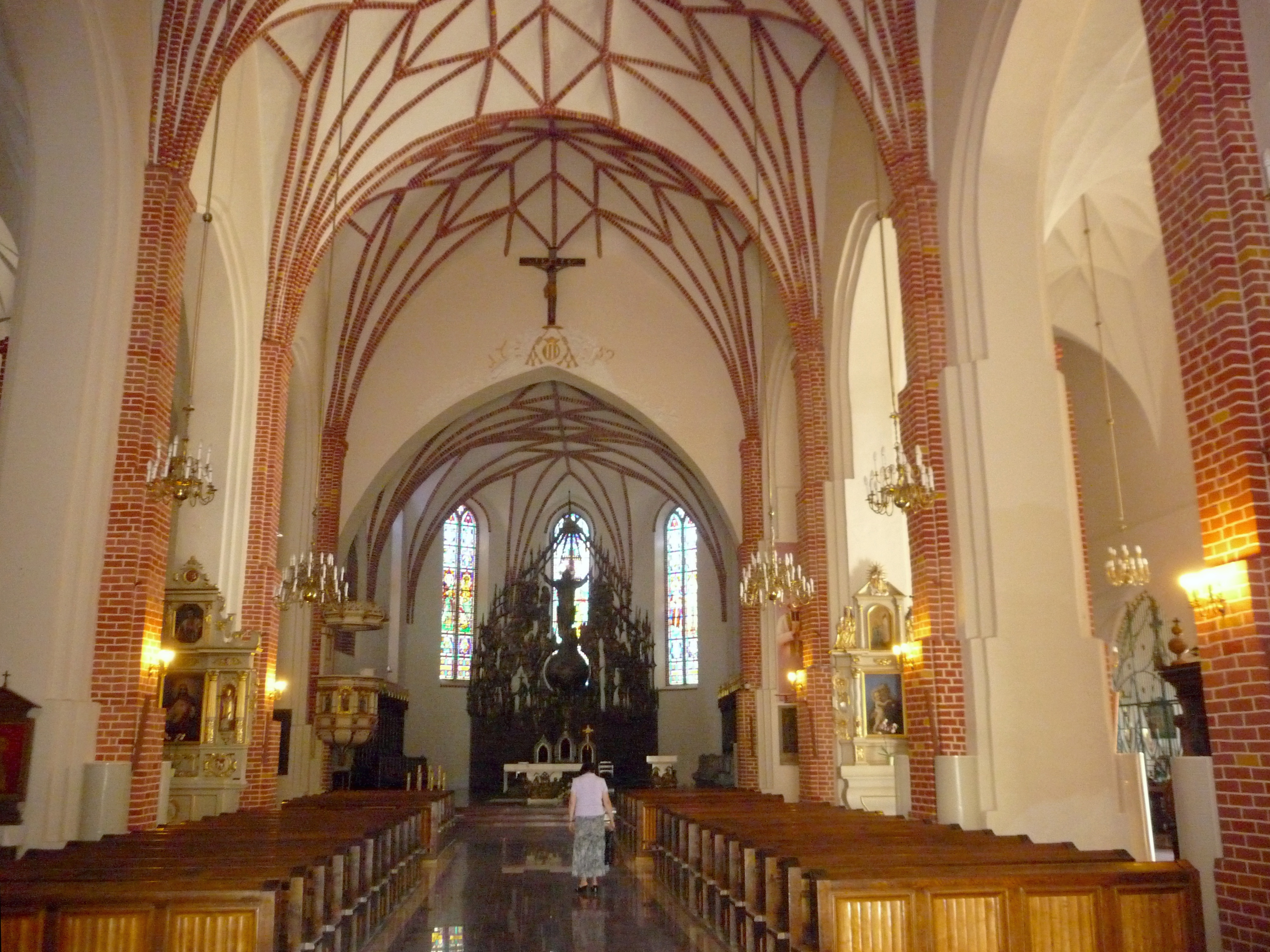
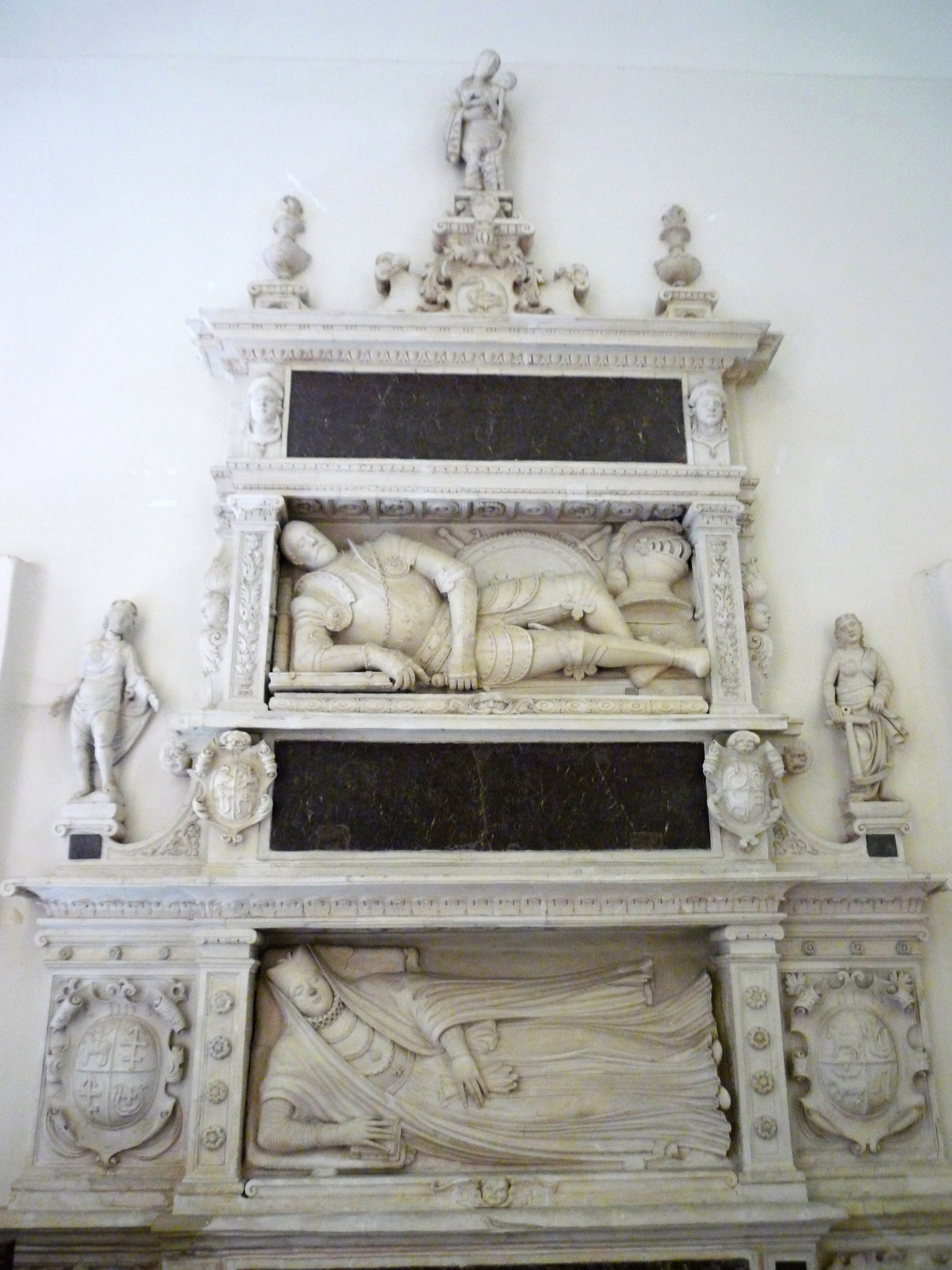
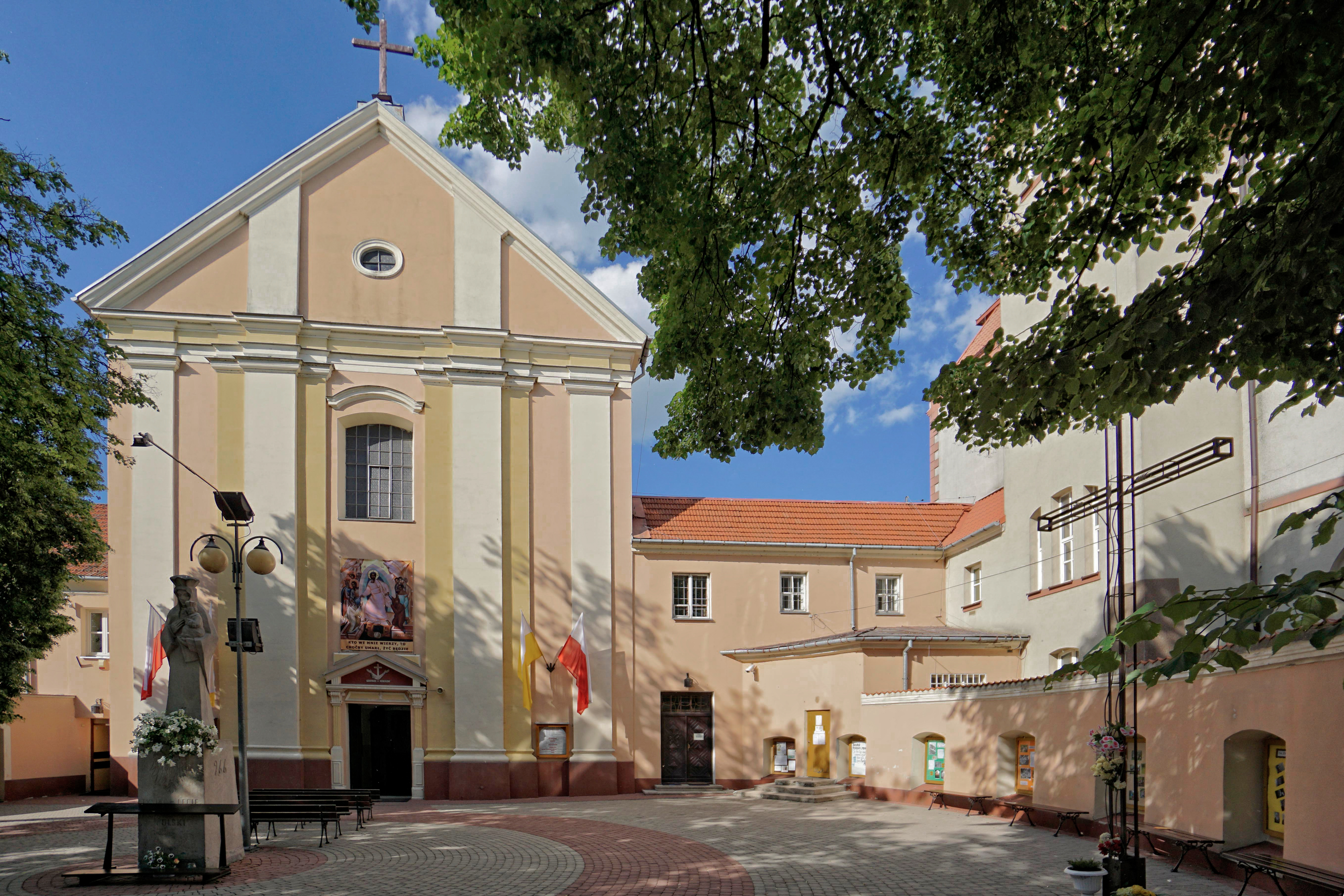